# Анастасевич, Василий Григорьевич
Василий Григорьевич Анастасевич (28 февраля [11 марта] 1775, Киев — 16 [28] февраля 1845, Санкт-Петербург) — русский поэт, учёный, переводчик, издатель, один из первых российских библиографов; переводил с нескольких языков, особенно много — с польского.

## Биография
Сын небогатого помещика. Учился в Киево-Могилянской академии (с 1786; не окончил). Был домашним учителем, некоторое время служил квартирмейстером. В 1801 году вышел в отставку и перебрался в Санкт-Петербург. Служил в Военной коллегии, затем в Канцелярии попечителя Виленского учебного округа князя Адама Чарторыйского (1803—1816). В 1810 году получил аттестат Виленского университета. Одновременно занимал должности помощника начальника Отдела польского и малороссийского права в Комиссии составления законов (1809—1816), затем редактора (1817—1826).
Анастасевич был сторонником освобождения крестьян, поборником женского образования. Был близок к кружку известного собирателя русских древностей, летописей, грамот и книг Н. П. Румянцева. В 1811 году предложил ввести в России государственную библиографическую регистрацию книг на основе предоставления издательствами обязательного экземпляра каждого вновь вышедшего названия.
Состоял членом Вольного общества любителей словесности, наук и художеств (1802—1810). Помещал оригинальные и переводные (с французского и польского языков) статьи на литературные и политические темы в журналах «Северный вестник» и «Журнале российской словесности». Издал свои переводы «Федры» Расина (1805) и стихотворений Сапфо (1808). В 1811—1812 годах издавал журнал «Улей», где печатал свои статьи (журнал не имел успеха). Большое место среди материалов журнала занимали переводы, статьи по истории, библиографии, истории книгопечатания и книжной торговли. В 1820-х годах Анастасевич исполнял должность цензора, но за пропуск поэмы Адама Мицкевича «Конрад Валленрод» в 1830 году был отстранён от должности. Перевод Анастасевича с польского языка работы В. Стройновского «О условиях помещиков с крестьянами» (1809) отразил его антикрепостнические взгляды и вызвал недовольство официальных кругов.
Анастасевич разъяснял образовательную роль библиографии, выступал за создание библиографических обществ. Впервые в России предложил карточный каталог и применил термин «книговедение».
Умер в феврале 1845 года от простуды, похоронен на Смоленском кладбище.

## Основные труды
- статья «О библиографии» (1811),
- «Краткое известие о всех с 1707 по 1823 выходивших в России повременных изданиях и ведомостях» («Новости литературы», 1822, книга 2, No 23, 25, 1823, книга 4, No 18),
- «Роспись российским книгам для чтения» из библиотек В. А. Плавильщикова (1820) и А. Ф. Смирдина (1828)